# Stictoptera hepatica
Stictoptera hepatica är en fjärilsart som beskrevs av Hans Rebel 1915. Stictoptera hepatica ingår i släktet Stictoptera och familjen nattflyn. Inga underarter finns listade i Catalogue of Life.